# Årefjällsloppet
Årefjällsloppet ist ein Skimarathon in Jämtland in Schweden, der über Strecken von 75 km und 35 km in klassischer Technik ausgetragen wird. Die 75-km-Strecke führt von Vallbo über Vålådalen, Ottsjö, Edsåsdalen und Duved nach Åre. Die kürzere Strecke steigt bei Edsåsdalen in die Wettkampfloipe ein und hat ihr Ziel ebenfalls in Åre. Der 35-km-Lauf startet einen Tag vor dem Hauptlauf.
Der 75-km-Lauf bildet seit 2013 das Finale der Wettkampfserie von Ski Classics. Årefjällsloppet war der erste größere Skimarathon, bei dem die Elitegruppe der Frauen 15 Minuten vor dem gemeinsamen Start der Männer-Elitegruppe und des Hauptfeldes startet, was die taktische Situation für die Frauen verändert, da sie so eine eigene Spitzengruppe bilden und nicht wie bei anderen Rennen im Feld der Männer „mitschwimmen“. Dieses zugleich medienfreundliche Startprinzip wurde inzwischen auch von anderen Skirennen übernommen. 

## Entwicklung des Rennens
Der Anstoß zur Organisation des Årefjällsloppet lag im Jahr 2012 als das Abschlussrennen der Rennserie von Ski Classics wegen Schneemangels vom norwegischen Norefjell nach Vålådalen verlegt wurde. 
Der Årefjällsloppet wurde erstmals am 22. und 23. März 2013 veranstaltet. Bei diesem Rennen erreichten 746 Läufer auf der langen Strecke und 284 auf der kurzen Strecke das Ziel. Der Hauptlauf wurde von den Brüdern Anders Aukland und Jørgen Aukland, die zeitgleich Hand in Hand ins Ziel glitten, und von Seraina Boner gewonnen. 
Im Jahr 2014 musste der Hauptlauf wegen Schneemangels auf 61 km gekürzt werden. Die Strecke hatte ihren Start in Edsåsdalen und führte in einer Schleife zurück nach Edsåsdalen, von wo sie der ursprünglichen Wettkampfstrecke bis Åre folgte. Dieses Rennen wurde von Charlotte Kalla und Daniel Richardsson gewonnen. Es erreichten 830 Läufer auf der 61-km-Strecke und 374 Läufer auf der 35-km-Strecke das Ziel. 
2015 wurden wegen unzureichender Schneeverhältnisse die Strecken auf 27 km bzw. 47 km verkürzt sowie Start und Ziel nach Vålådalen verlegt. Auf der langen Strecke siegten Seraina Boner und Petter Eliassen. Insgesamt erreichten 752 Läufer auf der langen Strecke und 374 Läufer auf der kurzen Strecke das Ziel.